# Dalila Carmo
Dalila Carmo e Sousa Amorim, mais conhecida por Dalila Carmo (Vila Nova de Gaia, 24 de agosto de 1974), é uma atriz portuguesa.

## Biografia e carreira
Tirou o curso de formação no Actors Studio, em Nova Iorque (1996/97), com Marcia Haufrecht, que a dirigiu nas peças Vidas Publicadas, de Donald Margulies, no Teatro da Comuna (2005), A Lição, de Ionesco (1996), e Ludlow Fair, de Lansford Wilson (1997), no The Common Basis Theatre.
Trabalhou na Companhia de Teatro de Almada, sob a direção de Joaquim Benite, em Moliére, de Mikhail Bulgákov (1995), e Filopópulus, de Virgílio Martinho (1995). Integrou o elenco de outros espetáculos, como Artnaud Estúdio, com Paulo Filipe (ACARTE, 1997); Auto da Índia de Gil Vicente (Ópera Segundo São Mateus, 1994); Let's Make Opera com Paulo Matos (Teatro São Luiz, 1994); A Queima de Judas (Teatro O Bando, 1992).
Assinou em 1999, na Culturgest, a encenação do projeto Entre Tantos na Cadeira, de que foi autora.
No cinema, depois de aparecer na curta-metragem de Paulo Castro O Criado Ostrowski (1990), participa em Vale Abraão (1993), de Manoel de Oliveira. Entre telefilmes e várias coproduções internacionais, salienta as participações nas longas-metragens A Comédia de Deus (1995), de João César Monteiro, Tráfico (1998), de João Botelho, O Anjo da Guarda (1999), de Margarida Gil, ou Os Meus Espelhos (2005), de Rui Simões.
Foi distinguida com a Menção Especial de Melhor Actriz no Fantasporto, pela participação no filme Anjo da Guarda de Margarida Gil (1999). Trabalhou em telenovelas como Jardins Proibidos, Filha do Mar e Sedução, entre outras.
Vencedora dos Globos de Ouro 2013 como melhor Atriz Principal, na categoria de Cinema com o filme Florbela.
Vencedora dos Sophia 2013 como melhor Atriz Principal no filme Florbela, no primeiro ano dos prémios organizados pela Academia Portuguesa de Cinema.
Em outubro de 2015, Dalila começou a gravar a novela da TVI A Impostora, em que interpretou as gémeas Verónica e Vitória Mendes. 
Trabalhou durante 21 anos consecutivos na TVI, mas em 2021, o seu contrato de exclusividade não foi renovado pelo canal, o que gerou polémica entre ambas as partes; na altura, Dalila, em entrevista à imprensa, mostrou-se desapontada com a decisão da estação.
Em 2022, regressa à SIC onde coprotagoniza a novela Por Ti, no papel de Mónica Amado. Em 2023, após dois anos da polémica saída da TVI, regressa ao canal pelas mãos de José Eduardo Moniz, reforçando o elenco das séries João Sem Deus e  Morangos com Açúcar e, em 2024 protagoniza a novela A Fazenda.

## Televisão
| Ano         | Projeto                 | Papel                   | Notas                      | Canal |
| ----------- | ----------------------- | ----------------------- | -------------------------- | ----- |
| 1998        | Diário de Maria         | Maria Ramos             | Protagonista               | RTP1  |
| 1999 - 2000 | Todo o Tempo do Mundo   | Rita Gomes              | Elenco Principal           | TVI   |
| 2000 - 2001 | Jardins Proibidos       | São T. da Silva         | Elenco Principal           | TVI   |
| 2001        | Cavaleiros de Água Doce | Clara (Adulta)          | Elenco Principal           | SIC   |
| 2001 - 2002 | Filha do Mar            | Marta Barquinho         | Protagonista               | TVI   |
| 2002        | O Último Beijo          | Verónica                | Participação Especial      | TVI   |
| 2002 - 2003 | A Joia de África        | Paula Ferreira          | Coprotagonista             | TVI   |
| 2003 - 2005 | Morangos com Açúcar     | Madalena Soares         | Elenco Principal           | TVI   |
| 2004        | Inspetor Max            | Vera                    | Participação Especial      | TVI   |
| 2005        | Ninguém como Tu         | Júlia Gaspar dos Santos | Coprotagonista             | TVI   |
| 2006 - 2007 | Tempo de Viver          | Bárbara Gomes           | Co- Antagonista            | TVI   |
| 2007        | Memória de água         | Catarina                | Protagonista               | TVI   |
| 2008        | Casos da Vida           | Teresa                  | Participação Especial      | TVI   |
| 2008        | A Outra                 | Catarina Alves          | Coantagonsta               | TVI   |
| 2008 - 2009 | Equador                 | Matilde Albuquerque     | Elenco Principal           | TVI   |
| 2010        | Dias Felizes            | Ana Brito               | Protagonista               | TVI   |
| 2010 - 2011 | Sedução                 | Sofia Almeida           | Coadjuvante                | TVI   |
| 2012        | Perdidamente Florbela   | Florbela Espanca        | Protagonista               | RTP1  |
| 2013        | Sinais de Vida          | Alice Borges            | Protagonista               | RTP1  |
| 2014        | Os Filhos do Rock       | Ana                     | Elenco Principal           | RTP1  |
| 2014        | O Beijo do Escorpião    | Rita Macieira           | Protagonista               | TVI   |
| 2016 - 2017 | A Impostora             | Vitória Mendes          | Participação Especial (T1) | TVI   |
| 2016 - 2017 | A Impostora             | Verónica Mendes         | Protagonista               | TVI   |
| 2017        | Jacinta                 | Olímpia Marto           | Protagonista               | TVI   |
| 2018 - 2019 | Valor da Vida           | Júlia Remédios          | Antagonista                | TVI   |
| 2019 - 2020 | Na Corda Bamba          | Lúcia Lobo Trindade     | Antagonista                | TVI   |
| 2020        | Pecado                  | Rosa                    | Antagonista                | TVI   |
| 2022 - 2023 | Por Ti                  | Mónica Amado            | Coprotagonista             | SIC   |
| 2022        | Pôr do Sol              | Maria da Piedade        | Elenco Principal           | RTP1  |
| 2023        | João Sem Deus           | Isabel                  | Participação Especial      | TVI   |
| 2024        | A Filha                 | Cristina Aguilar        | Protagonista               | TVI   |
| 2024 - 2025 | Morangos com Açúcar     | Madalena Soares         | Participação Especial      | TVI   |
| 2024 - 2025 | A Fazenda               | Leonor Borges Lacerda   | Protagonista               | TVI   |
| 2025        | Mulheres às Armas       | Teresa                  | Elenco Principal           | TVI   |

## Cinema
- Quero-te Tanto!, de Vicente Alves do Ó (2019)
- Perdidos, de Sérgio Graciano (2017)
- A Mãe é que Sabe, de Nuno Rocha (2016)
- As Trapaceiras, de André Badalo (2014)
- A Mãe do Meu Filho, de Artur Ribeiro (2012)
- Florbela, de Vicente do Ó (2012)
- Quinze Pontos na Alma, de Vicente do Ó (2011)
- Quero ser uma Estrela, de José Carlos de Oliveira (2010)
- Historias de Alice, de Oswaldo Caldeira (2009)
- Memoria Da Água, de José Martins   (2007)
- Os Meus Espelhos, de Rui Simões (2005)
- Getting Out, de Aaron Fishman (2002)
- Cavaleiros De Agua Doce, de Tiago Guedes ( 2001)
- Anjo Da Guarda, de Margarida Gil (1999)
- Quasimodo d'El Paris, de Patrick Timsit (1998)
- Trafico, de Joao Botelho (1998)
- Mountains Of Steel, de George Felner (1997)
- Deriva, de Paul Gant (1997)
- Casting De Virgens, Operários e Prostitutas, de João Pinto (1996)
- Do outro lado do Tejo, de João Pinto Nogueira (1996)
- Attends-moi, de François Luciani (1996)
- La leyenda de Balthasar el Castrado, de Juan Miñón (1996)
- The Incubator, de Jeanne Waltz (1995)
- Amor & Alquimia, de Fernando Fragata (1995)
- A Comédia De Deus, de Joao Cesar Monteiro (1995)
- Une Femme Au Soleil, de Véronique Aubouy (1994)
- Vale Abraão, de Manoel de Oliveira (1992)
- O Criado Ostrowsky, de Paulo Castro (1990)

## Teatro
- Lúcia Afogada (2015)
- Look Back in Anger  (2013), enc. Martim Pedroso
- Peines D´Amour Perdues (2007), enc.  Emannuel Demarcy-Mota
- Vidas Publicadas ( 2006), enc. Marcia Haufrecht.
- Memória da Água (2006), enc. José Martin.
- Nós Depois Telefonamos (2002), enc. António Pires
- Os Pés no Arame (2000), enc. Isabel Abreu
- Artaud Estúdio(1997), enc. Paulo Filipe Monteiro
- Lição (1996), enc. Marcia Haufrecht
- Moliére (1993), enc. Joaquim Benite
- Restos (1994), enc. Joseph Szajna
- Filopópulus (1994), enc. Joaquim Benite
- Auto da Índia, de Gil Vicente (1993), enc. Antonio Pires.
- Let’s Make Opera (Teatro São Luiz, 1993), enc. Paulo Matos
- Queima de Judas (1991), coprodução Teatro Art´Imagem e teatro O Bando
- Estive Quase Morto no Deserto, teatro Art´Imagem (1991/2)

## Televisão (restantes participações)
- Protagonista, Florbela Espanca da Homenagem em Florbela, 2011
- Protagonista, Catarina em Memória de Água, TVI, 2007
- Elenco principal, Clara Adulta em Cavaleiros de Água Doce (2001)
- Participação na série francesa Baldi, FR2 1997
- Assistente de Luís Pereira de Sousa no programa Clube da Manhã, RTP Porto 1992

## Música
Em 2011, Tiago Bettencourt lançou o álbum Tiago na Toca e os Poetas, que inclui a faixa "Nós Somos", na qual Dalila Carmo declama um poema.
Em 2017, foi lançado o EP de covers 40º À Sombra: Uma Revisão Cool Da Música Portuguesa Dos Anos Oitenta, que inclui uma reinterpretação de "Foram Cardos, Foram Prosa" (1981), originalmente gravada por Manuela Moura Guedes, por parte de Dalila Carmo.

## Prémios
| Ano  | Prémio                                | Categoria                            | Trabalho       | Resultado |
| ---- | ------------------------------------- | ------------------------------------ | -------------- | --------- |
| 2013 | Globo de Ouro                         | Cinema - Melhor Atriz                | Florbela       | Venceu    |
| 2013 | Prémios Sophia                        | Melhor Atriz Principal               | Florbela       | Venceu    |
| 2020 | Troféus de Televisão TV 7 Dias/Impala | Telenovelas - Melhor Atriz de Elenco | Valor da Vida  | Venceu    |
| 2020 | Troféus de Televisão TV 7 Dias/Impala | Telenovelas - Melhor Atriz Principal | Na Corda Bamba | Venceu    |
| 2021 | Troféus de Televisão TV 7 Dias/Impala | Telenovelas - Melhor Atriz Principal |                | Indicado  |